# 勞氏溪脂鯉
勞氏溪脂鯉，為輻鰭魚綱脂鯉目脂鯉亞目頂器脂鯉科的其一種，分布於南美洲巴西Paraíba do Sul河上游流域，體長可達7.1公分，棲息在底中層水域，生活習性不明。